# Joaquinita-(Ce)
La joaquinita-(Ce) és un mineral de la classe dels silicats, que pertany al grup de la joaquinita. Rep el seu nom de la carena Joaquin, zona també coneguda com a Districte de New Idria, a Califòrnia (Estats Units), on va ser descoberta.

## Característiques
La joaquinita-(Ce) és un ciclosilicat de fórmula química NaBa₂Fe²⁺Ti₂Ce₂(Si₄O₁₂)₂O₂(OH)(H₂O). Cristal·litza en el sistema monoclínic. La seva duresa a l'escala de Mohs és 5 a 5,5.
Segons la classificació de Nickel-Strunz, la joaquinita-(Ce) pertany a «09.CE - Ciclosilicats amb enllaços senzills de 4 [Si₄O₁₂]8- (vierer-Einfachringe), sense anions complexos aïllats» juntament amb els següents minerals: papagoïta, verplanckita, baotita, nagashimalita, taramel·lita, titantaramel·lita, barioortojoaquinita, byelorussita-(Ce), ortojoaquinita-(Ce), estronciojoaquinita, estroncioortojoaquinita, ortojoaquinita-(La), labuntsovita-Mn, nenadkevichita, lemmleinita-K, korobitsynita, kuzmenkoïta-Mn, vuoriyarvita-K, tsepinita-Na, karupmøllerita-Ca, labuntsovita-Mg, labuntsovita-Fe, lemmleinita-Ba, gjerdingenita-Fe, neskevaaraïta-Fe, tsepinita-K, paratsepinita-Ba, tsepinita-Ca, alsakharovita-Zn, gjerdingenita-Mn, lepkhenelmita-Zn, tsepinita-Sr, paratsepinita-Na, paralabuntsovita-Mg, gjerdingenita-Ca, gjerdingenita-Na, gutkovaïta-Mn, kuzmenkoïta-Zn, organovaïta-Mn, organovaïta-Zn, parakuzmenkoïta-Fe, burovaïta-Ca, komarovita i natrokomarovita.

## Formació i jaciments
Va ser descoberta a la mina California State Gem, a l'àrea de les capçaleres del riu San Benito, a New Idria (Califòrnia, Estats Units). Sol trobar-se associada a altres minerals com: ortojoaquinita-(Ce), benitoïta, neptunita i natrolita.